# Leibnizalgebra
Inom matematiken är en (höger) Leibnizalgebra, uppkallad efter Gottfried Wilhelm von Leibniz, ibland kallad för Lodayalgebra efter Jean-Louis Loday, en modul L över en kommutativ ring R med en bilinjär produkt [ _ , _ ] som satisfierar Leibnizidentiteten
{\displaystyle [[a,b],c]=[a,[b,c]]+[[a,c],b].\,}
I andra ord är högermultiplikation av ett godtyckligt element c en derivation. Om bracketen[förklaring behövs] dessutom är alternerande ([a, a] = 0) är Leibnizalgebran en Liealgebra. I detta fall är nämligen [a, b] = −[b, a] och Leibnizs identitet är ekvivalent med Jacobi-identiteten ([a, [b, c]] + [c, [a, b]] + [b, [c, a]] = 0). På motsvarande vis är en godtyckligt Liealgebra en Leibnizalgebra.
Tensormodulen T(V) av ett godtyckligt vektorrum V kan göras till en Leibnizalgebra så att
{\displaystyle [a_{1}\otimes \cdots \otimes a_{n},x]=a_{1}\otimes \cdots a_{n}\otimes x\quad {\text{för }}a_{1},\ldots ,a_{n},x\in V.}
Detta är den fria Leibnizalgebran över V.
Leibnizalgebror upptäcktes av A. Bloh 1965 som kallade dem för D-algebror. De väckte intresse efter att Jean-Louis Loday upptäckte att den klassiska Chevalley–Eilenberg randfunktionen i yttre modulen av en Liealgebra kan lyftas till tensormodulen vilket ger ett nytt kedjekomplex. Faktiskt är detta komplex väldefinierat för en godtycklig Leibnizalgebra. Homologin HL(L) av detta kedjekomplex är känd som Leibnizhomologin. Om L är en Liealgebra av (oändliga) matriser över en associativ R-algebra A är Leibnizhomologin av L tensoralgebran över Hochschildhomologin av A.